# Gyps fulvus
El buitre leonado (Gyps fulvus), es una especie de ave accipitriforme de la familia Accipitridae, y uno de los pocos buitres que se pueden encontrar en Europa junto con el buitre negro, el alimoche y el quebrantahuesos.

## Descripción
Puede llegar a los 10 kg de peso, con una envergadura que supera los 2,5 m (pudiendo alcanzar los 260 cm). Las plumas son de color ocre o canela en la mayor parte del cuerpo (dorso, zona ventral y mitad anterior de las alas), siendo este el motivo de su nombre común con el mote de «leonado». Estas plumas leonadas se tornan marrón oscuro o negro en las rectrices de la cola y extremo de las rémiges. La base del cuello está rodeada por filoplumas blancas a modo de gorguera.
El pico ganchudo, típico de las rapaces, y especializado en desgarrar tejidos, es pardo grisáceo en la base y amarillento pálido en los lados. Los tarsos y dedos son grises y grandes, aunque mucho más débiles que los de otras grandes rapaces, siendo las uñas cortas y romas. Esta circunstancia, a la que hay que añadir especialmente el gran peso y lentitud de estas aves, hace que sea prácticamente imposible que los buitres den caza o maten a otros animales, como sí hace el resto de las rapaces.

## Subespecies
Se conocen 2 subespecies de buitre leonado:
- Gyps fulvus fulvus: del noroeste de África y la península ibérica hasta Oriente Medio.
- Gyps fulvus fulvescens: Afganistán, Pakistán y norte de la India hasta Assam.

## Distribución
Junto con el buitre negro, el alimoche y el quebrantahuesos (en verano), es una de las pocas especies de buitres que pueden verse en Europa, pues se le puede encontrar en España, Portugal, zonas aisladas de Francia (donde ha sido reintroducido) e Italia, buena parte de los Balcanes y Crimea. El resto de su distribución abarca varias partes de África septentrional y Asia occidental, desde Turquía, Arabia y el Cáucaso hasta las estribaciones del Himalaya y el noroeste de la India.
En España se ha estimado una población en el año 2008 de 25 000 parejas, con las mayores concentraciones en Castilla y León, Aragón y Andalucía (con porcentajes del 24, 21 y 12, respectivamente). Destacan las colonias del Parque Nacional de Monfragüe (unas 800 parejas), las Hoces del río Duratón (710 parejas), Hoces del río Riaza (402 parejas), Arribes del río Huebra (349 parejas) y las poblaciones del Cañón del río Lobos, del  Valle del Rudrón, Alto Jalón, Campo Taranz, parameras de Maranchón, altos de Barahona y del parque natural del Alto Tajo. Según el último censo realizado por SEO/BirdLife realizado en 2019 la población reproductora de buitre leonado en España en la actualidad es de 31.000-37.000 parejas y el número de ejemplares podría estar entre los 95.000 y los 122.000.

## Hábitat

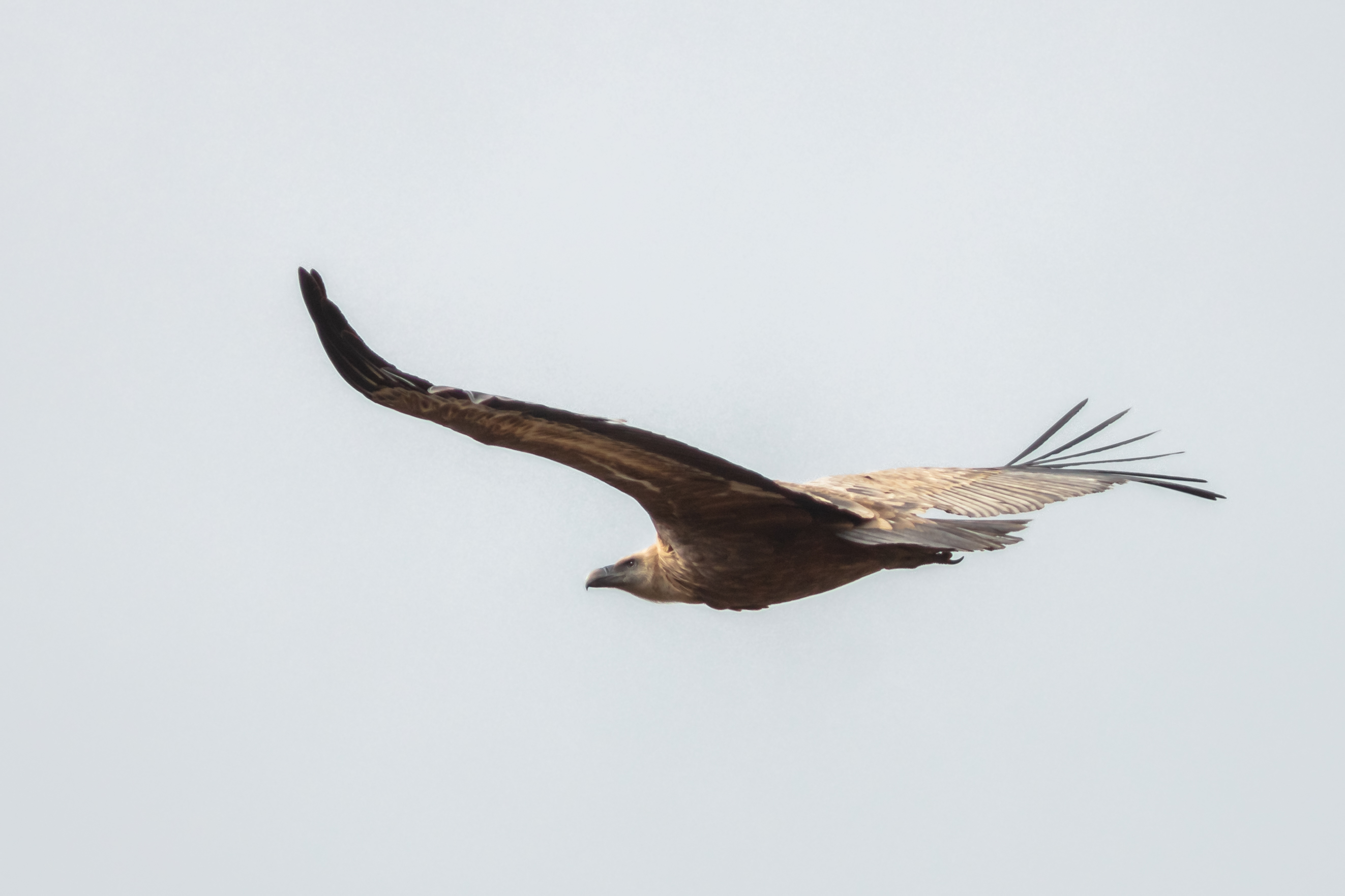
Ejemplar en vuelo en la sierra del Moncayo (España).

Las zonas habitadas por los buitres leonados suelen ser montañosas, aunque en el llano cualquier cantil vertical o extraplomado de más de 50 metros e inaccesible les sirve de buitrera o lugar de descanso. En las zonas montañosas recortadas por profundos valles, en donde se producen brisas ascendentes y anabáticas causadas por el calentamiento de las laderas orientadas al sol.
Cuando el día es térmico, al amanecer suelen verse en los bordes de los acantilados y barrancos orientados al noreste-este, a la espera de que haga el calor necesario para poder ganar la altura suficiente para rebasar las crestas y las cumbres. Durante el mediodía suelen aprovechar las rutas apoyadas en relieves orientados al sur y suroeste, para posteriormente apoyarse cuando el sol declina en las laderas oeste y noroeste, horas en las que se empiezan a producir las ascendencias restitutivas, y aprovechando las distintas condiciones aerológicas han podido recorrer centenares de kilómetros, y dependiendo de la bonanza aerológica de la jornada pueden sobrevolar el llano o solo mantenerse sobre los relieves montanos, siendo grandes conocedores no solo del vuelo ascendente, sino de las rutas y los vientos apropiados a las distintas alturas para trazar sus recorridos. Al atardecer vuelven a sus refugios, pequeñas repisas situadas preferiblemente bajo un techado de roca y protegidas de los vientos, donde pasan la noche, incuban el huevo cuando es época y sacan adelante a sus crías.
En la península ibérica es una especie sedentaria que se puede ver todo el año, pero las poblaciones de otros lugares a veces emigran al sur para invernar y vuelven a sus lugares de origen para reproducirse.

## Comportamiento

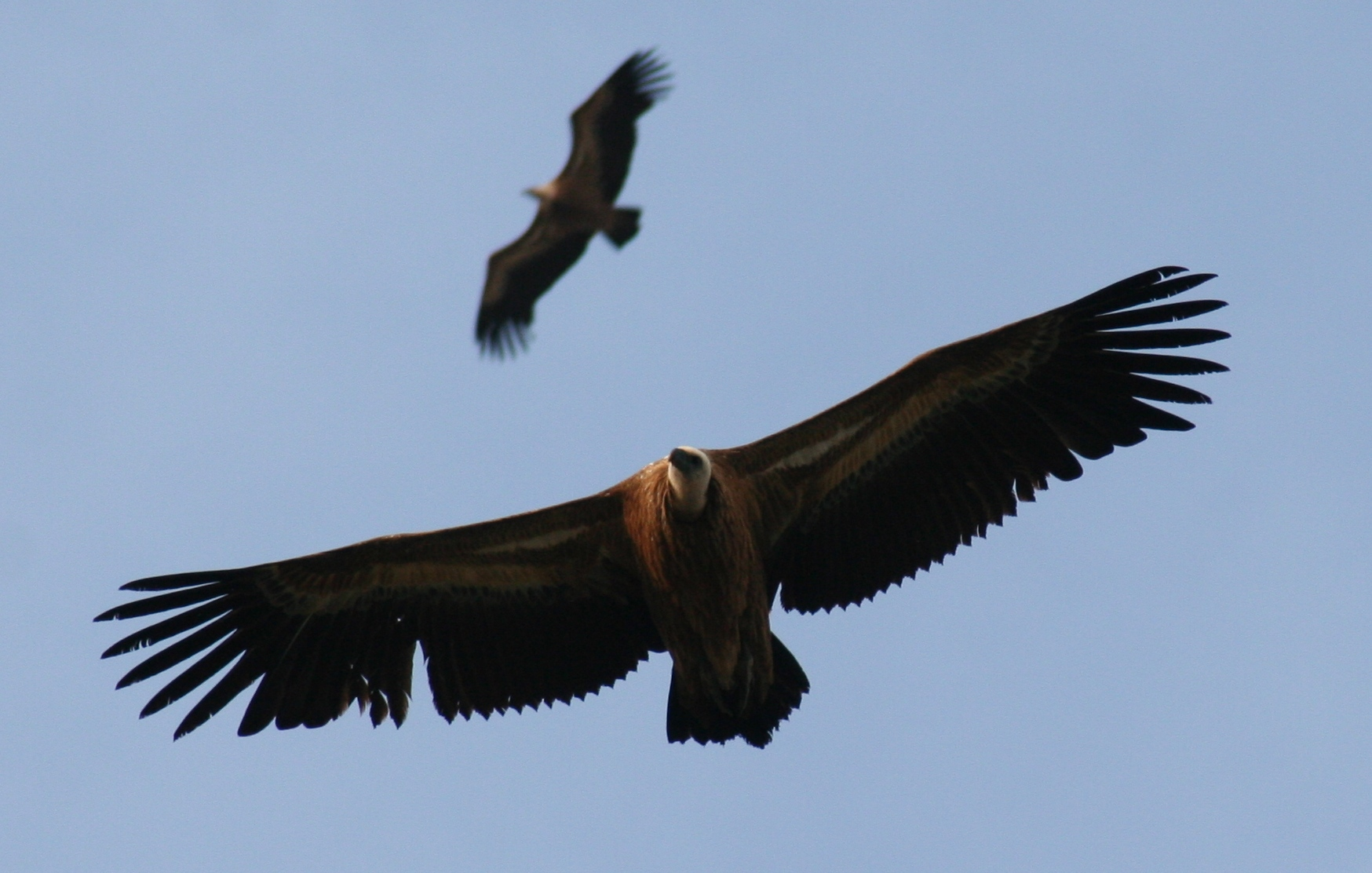
Los buitres leonados aprovechan las corrientes de aire caliente para ascender volando en círculos.

El buitre leonado es un ave planeadora más que voladora, pues apenas mueve las alas en el aire, permaneciendo cernido en las altas corrientes durante las horas de más calor del día.
Prefiere levantarse sobre corrientes ascendentes que se corresponden con fenómenos aerológicos como la convectividad térmica, ascendencia dinámica o termodinámica, la convergencia de brisas, la restitución, la onda de montaña o las cuñas de aire frío de carácter meteorológico que levantan grandes masas de aire caliente, pasando horas volando entre alturas de 1800 a 3500 metros sobre el nivel del mar, aunque en días excepcionales puedan llegar a los 6000 metros sobre el nivel del mar y recorriendo desde 50 kilómetros a 300 kilómetros según la potencialidad convectiva del día, a la búsqueda de animales muertos (especialmente grandes mamíferos) de los que alimentarse. Cuando planea, suele mantener las alas un poco por encima de la horizontalidad y los planos de sustentación algo arqueados.

### Alimentación

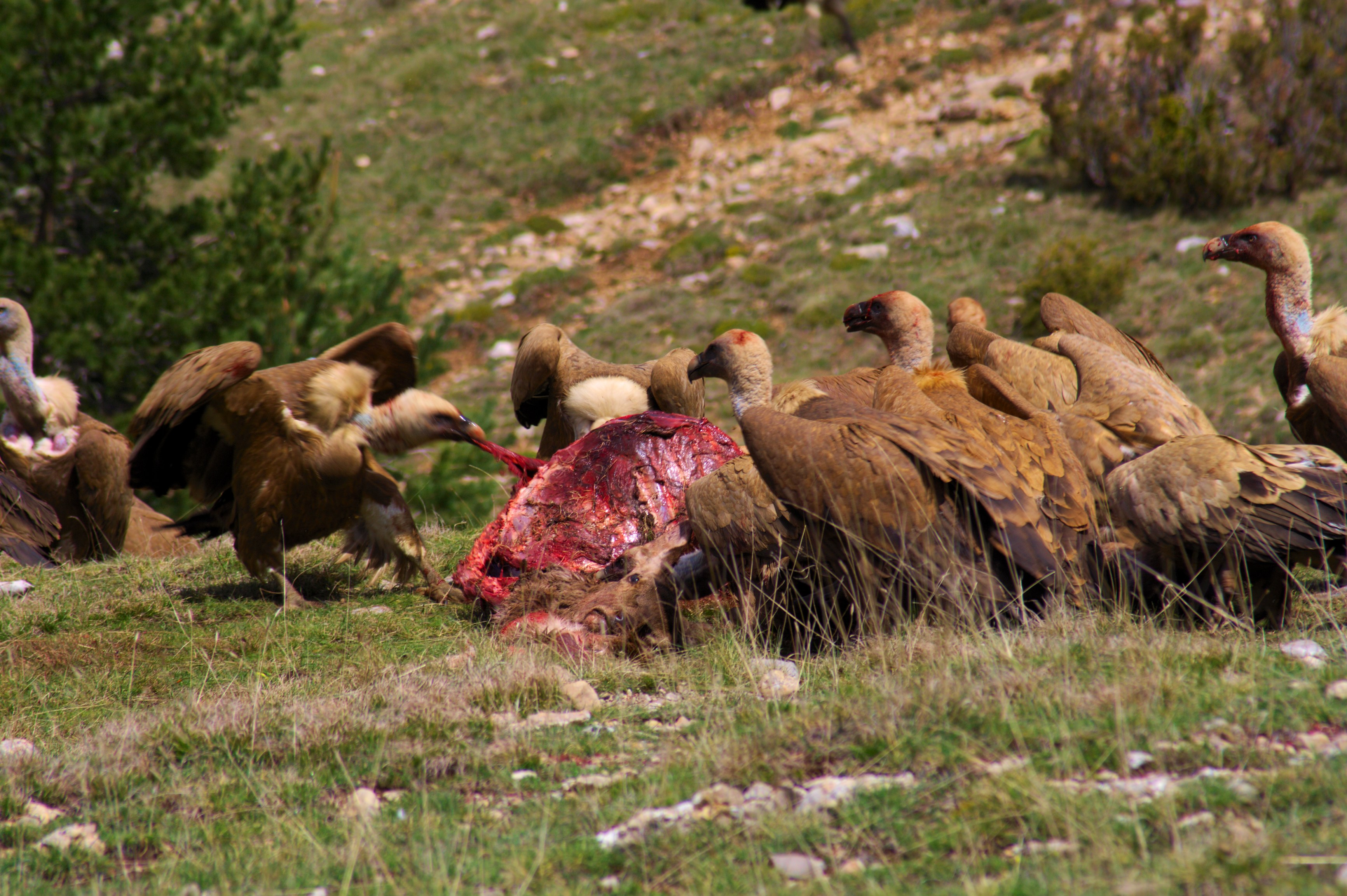
Buitres leonados alimentándose de una cierva en la Reserva Natural de Caza de Boumort, Lérida.

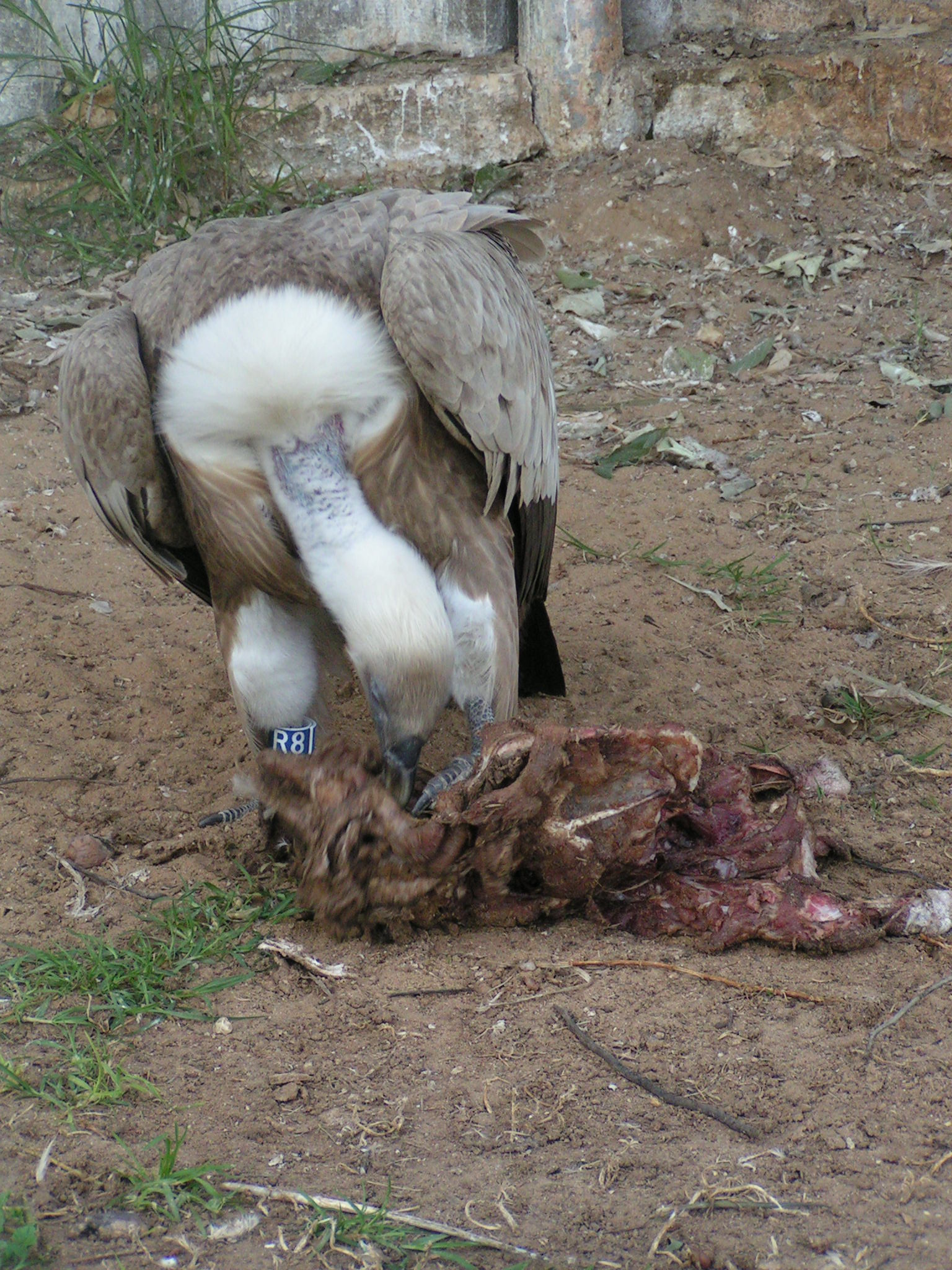
Buitre leonado alimentándose de carroña.

Está especialmente adaptado para alimentarse de carroña: su potente vista localiza cualquier cadáver en las cercanías, y cuando desciende para alimentarse (formándose entonces aglomeraciones importantes de buitres, de forma muy rápida, donde no faltan las peleas por las mejores tajadas), introduce sin problemas su cabeza y largo cuello, provistos únicamente de un plumón corto en el que la sangre y la carne no se adhieren fácilmente. 
Dada la escasez de grandes ungulados en Europa como ciervos, gamos o muflones debido a la caza y la desaparición de los bosques, las carroñas dejadas por los pastores constituyen una parte importante de la dieta de este animal.

### Reproducción

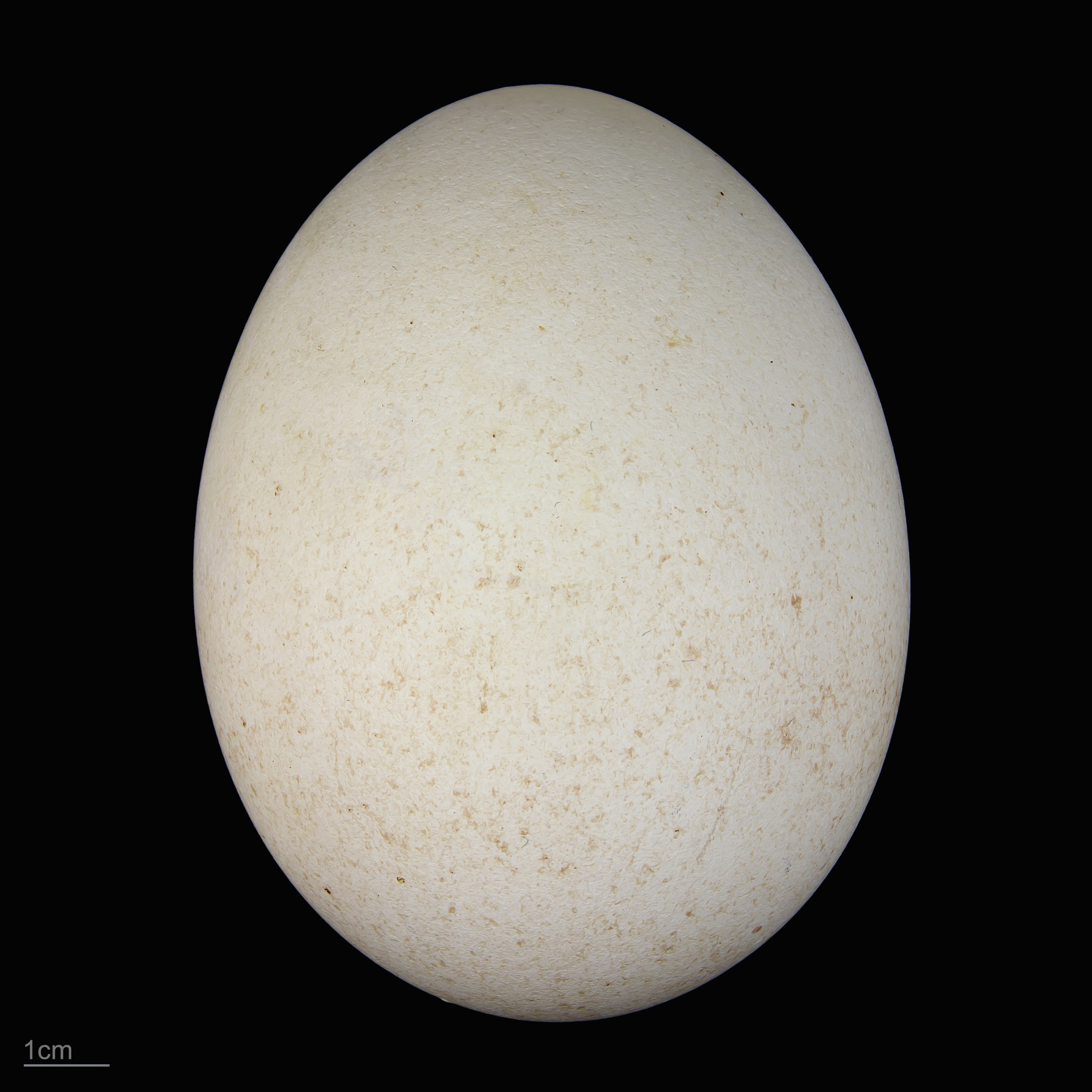
Gyps fulvus - MHNT

Los buitres leonados entran en celo en los meses de diciembre a abril. En ese momento forman parejas estables y pasan unos 58 días incubando su único huevo, en turnos de entre un día o dos cada uno. Posteriormente se turnan con la misma frecuencia para dar de comer a su cría. El polluelo crece a un ritmo bastante lento, pero constante. Al contrario que otras aves, si no recibe la cantidad precisa de alimento, no puede retrasar su crecimiento y muere de inanición. Las crías emprenden su primer vuelo hacia el mes de julio, pero siguen manteniéndose una temporada cerca del nido hasta que creen que ha llegado el momento de independizarse. A los cuatro o cinco años de edad se aparean por primera vez.

## Estado de conservación
Aunque no se considera una especie especialmente amenazada, el buitre leonado es un ave protegida en varios países. En otros tiempos los ganaderos perseguían y mataban a los buitres por considerarlas aves de mal agüero, que amenazaban al ganado próximo a parir.[cita requerida]

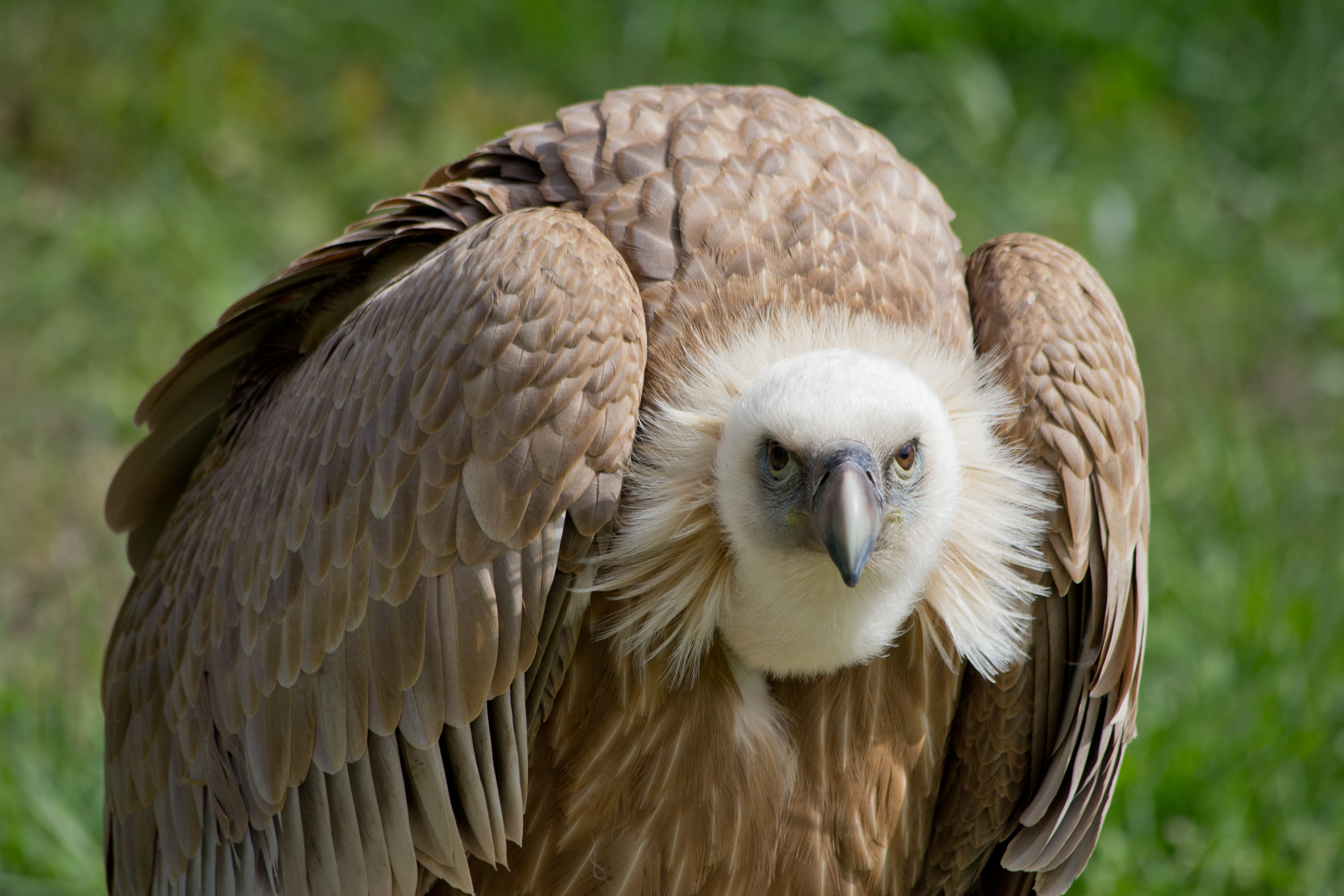
Buitre leonado en cautiverio.

En España se considera fuera de peligro aunque  está catalogado como especie De interés especial desde el 5 de abril de 1990, es decir, que merece una atención particular en función de su valor científico, ecológico, cultural o por su singularidad, y exige la redacción de un Plan de Manejo. También está incluido en los anejos I y II de la Directiva 79/409/CEE de Aves, Anejo II del Convenio de Berna, Anejo II del Convenio de Bonn y en el C1 del Convenio CITES.
También aparece como especie «de interés especial» en los catálogos regionales de Navarra, Castilla-La Mancha, Madrid y Extremadura. Como «vulnerable» en el del País Vasco y como «extinguida» oficialmente en el de la Región de Murcia, si bien en esta última provincia la población se ha recuperado desde su declaración como extinta y se encuentra actualmente en proceso de expansión.
Los principales factores de amenaza sobre la especie son el envenenamiento por comer cebos envenenados colocados ilegalmente en el campo por cazadores o ganaderos para el control de depredadores, la falta de alimento por la escasez de muladares y la obligación de retirar el ganado muerto por normativas de la UE (sobre todo a partir de la crisis de las vacas locas), y las molestias en las colonias de cría por escaladores y excursionistas que provocan fracasos reproductivos. La caza ilegal no tiene la importancia que tuvo en el pasado.
Además amenazan el hábitat del buitre leonado construcciones de infraestructuras (pistas forestales, caminos rurales, cortafuegos, diques), urbanizaciones y las talas y aclareos abusivos en época de cría y en las zonas cercanas a las buitreras.
Existen centros de conservación y cuidado del buitre leonado, como el Refugio de Rapaces de Montejo de la Vega, fundado en el año 1975 por Félix Rodríguez de la Fuente. El trabajo del refugio se ha notado en un crecimiento progresivo de la población de buitres, como se refleja en los distintos censos que realizan numerosos ornitólogos cada año

## Mitología
Fue un animal muy importante en la cultura celtíbera. Los cadáveres de los caídos en combate se dejaban para su alimento (así el alma del guerrero acudía ante los dioses del cielo). Es bastante común asociarlo a la deidad solar Lug.